# Марктцойльн
Марктцойльн (нім. Marktzeuln) — торгова громада в Німеччині, розташована в землі Баварія. Підпорядковується адміністративному округу Верхня Франконія. Входить до складу району Ліхтенфельс. Складова частина об'єднання громад Гохштадт-Марктцойльн.
Площа — 6,86 км2. Населення становить 1572 ос. (станом на 31 грудня 2020).

## Галерея

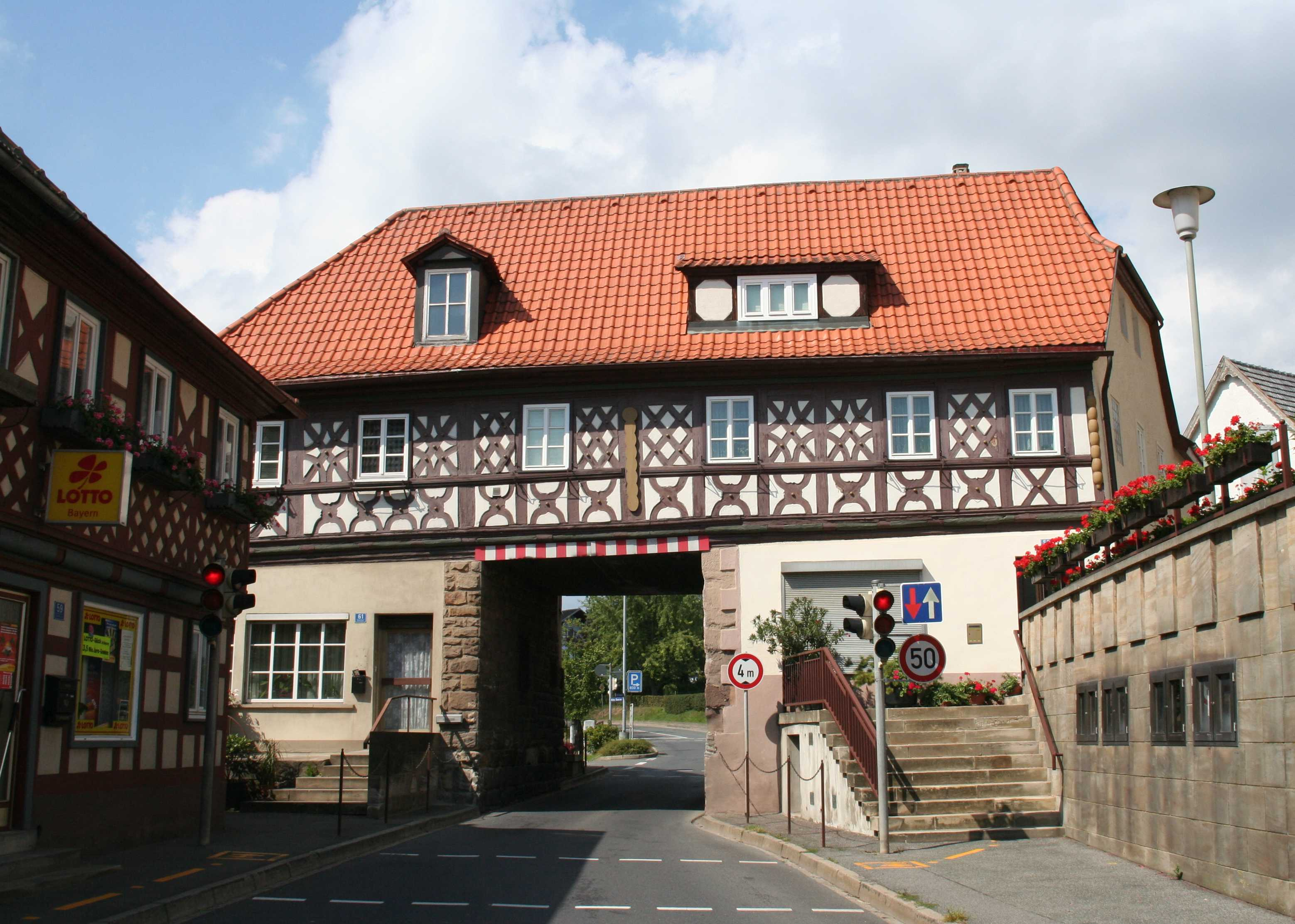
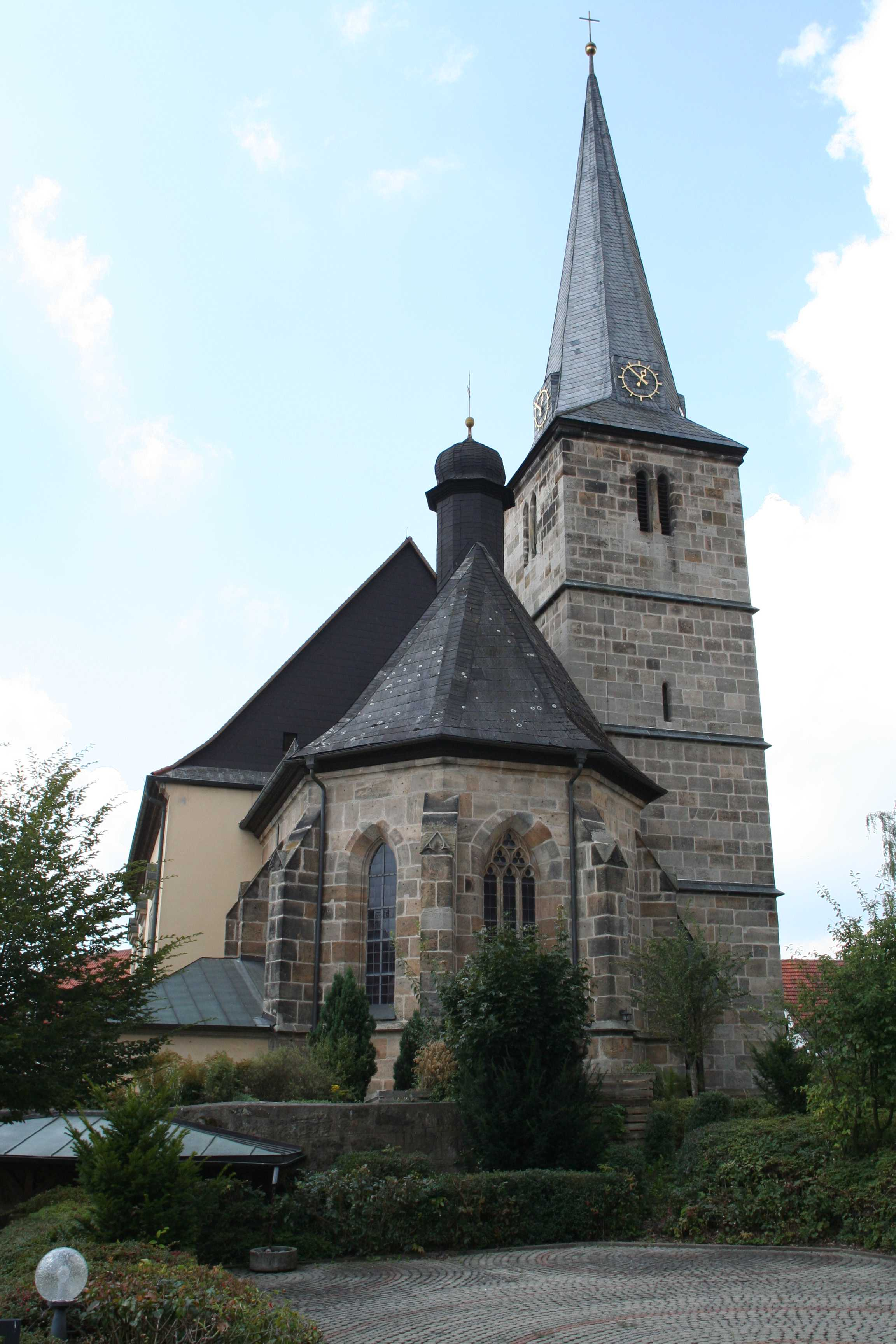